# Пятихатка (Винницкая область)
Пятихатка (укр. П'ятихатка) — посёлок, входит в Студенянской сельской общине Винницкой области Украины.
Население по переписи 2001 года составляло 54 человека. Почтовый индекс — 24716. Телефонный код — 4349. Занимает площадь 0,204 км². Код КОАТУУ — 523283004.

## Галерея

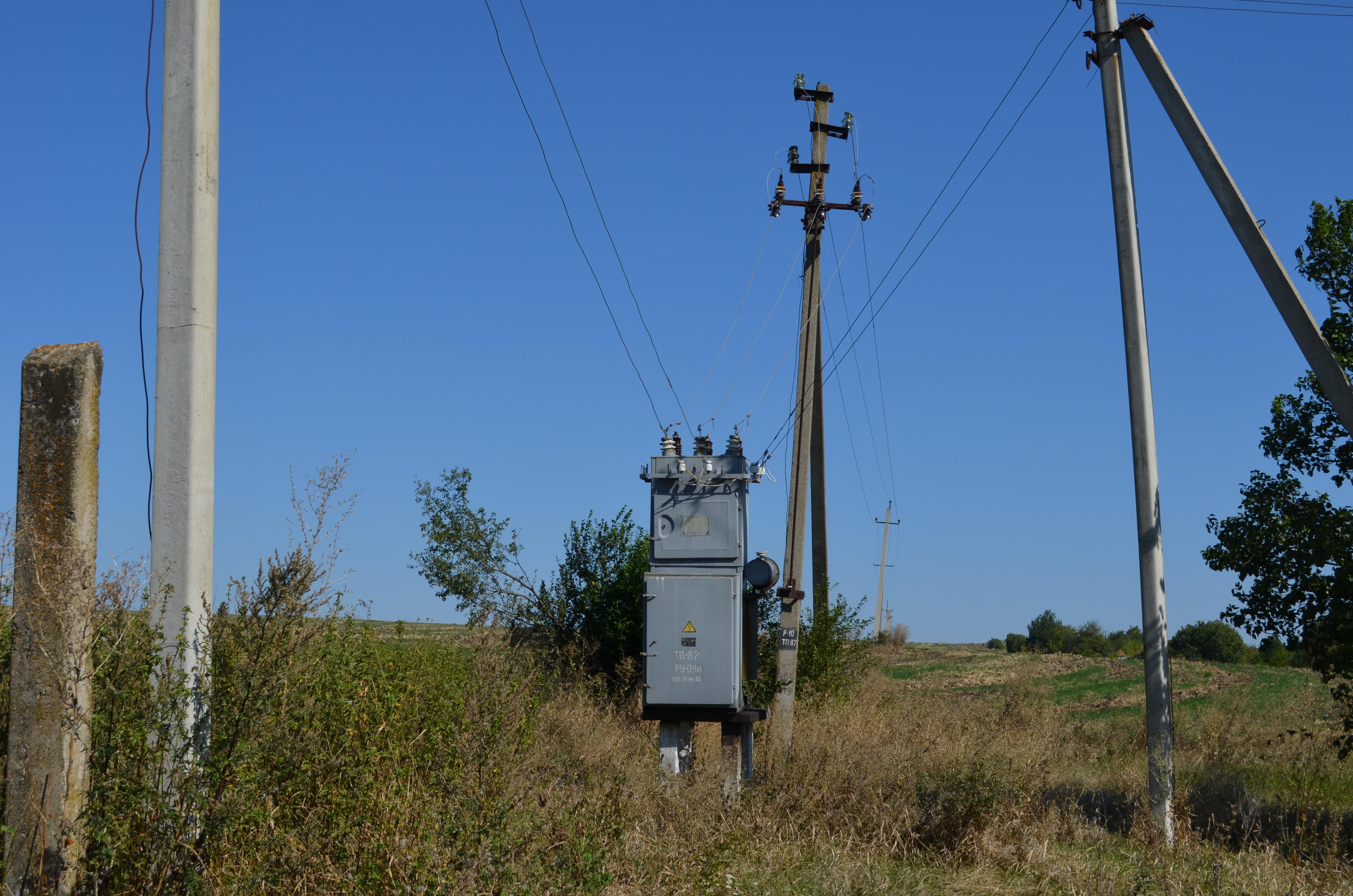
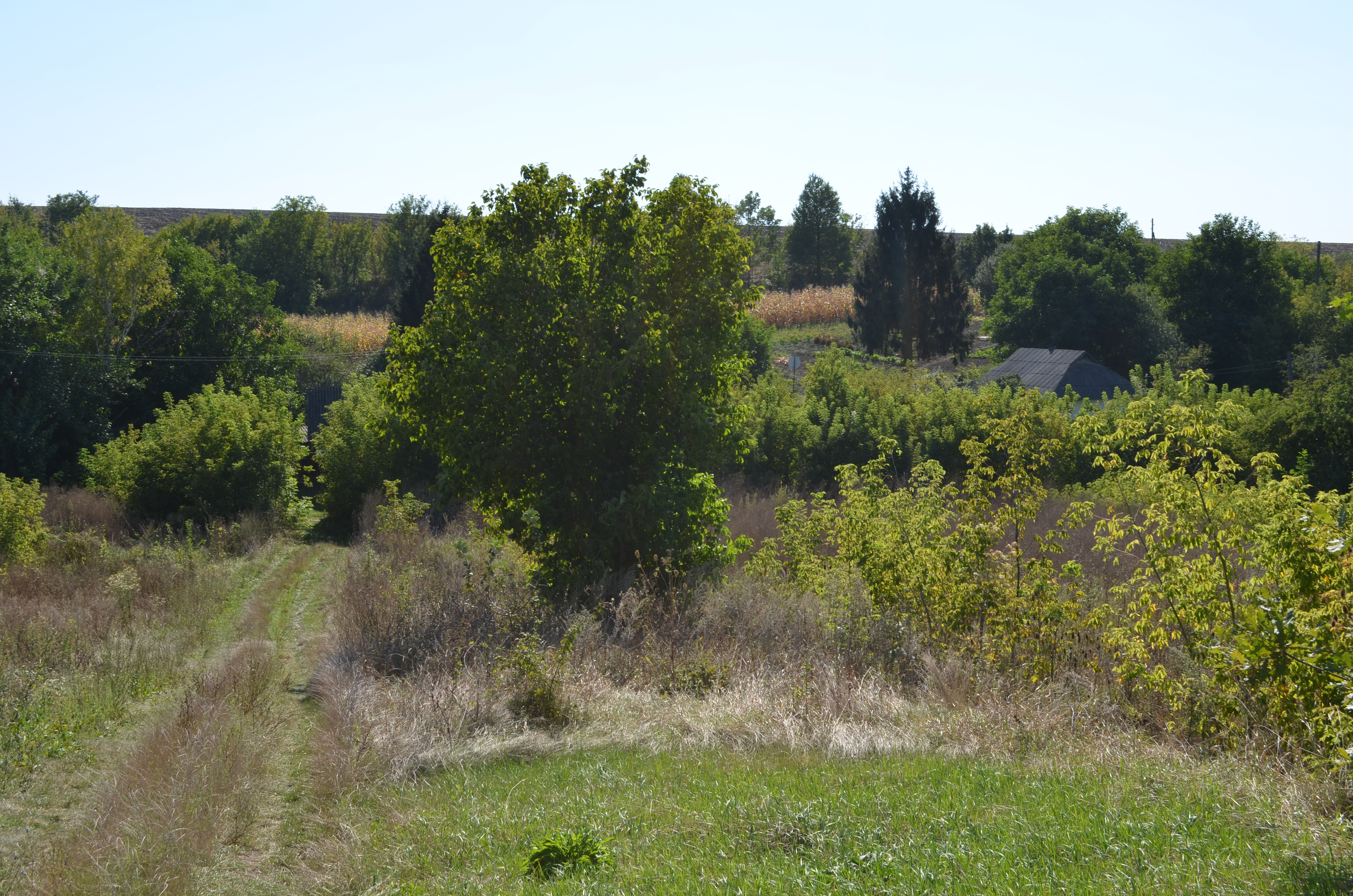
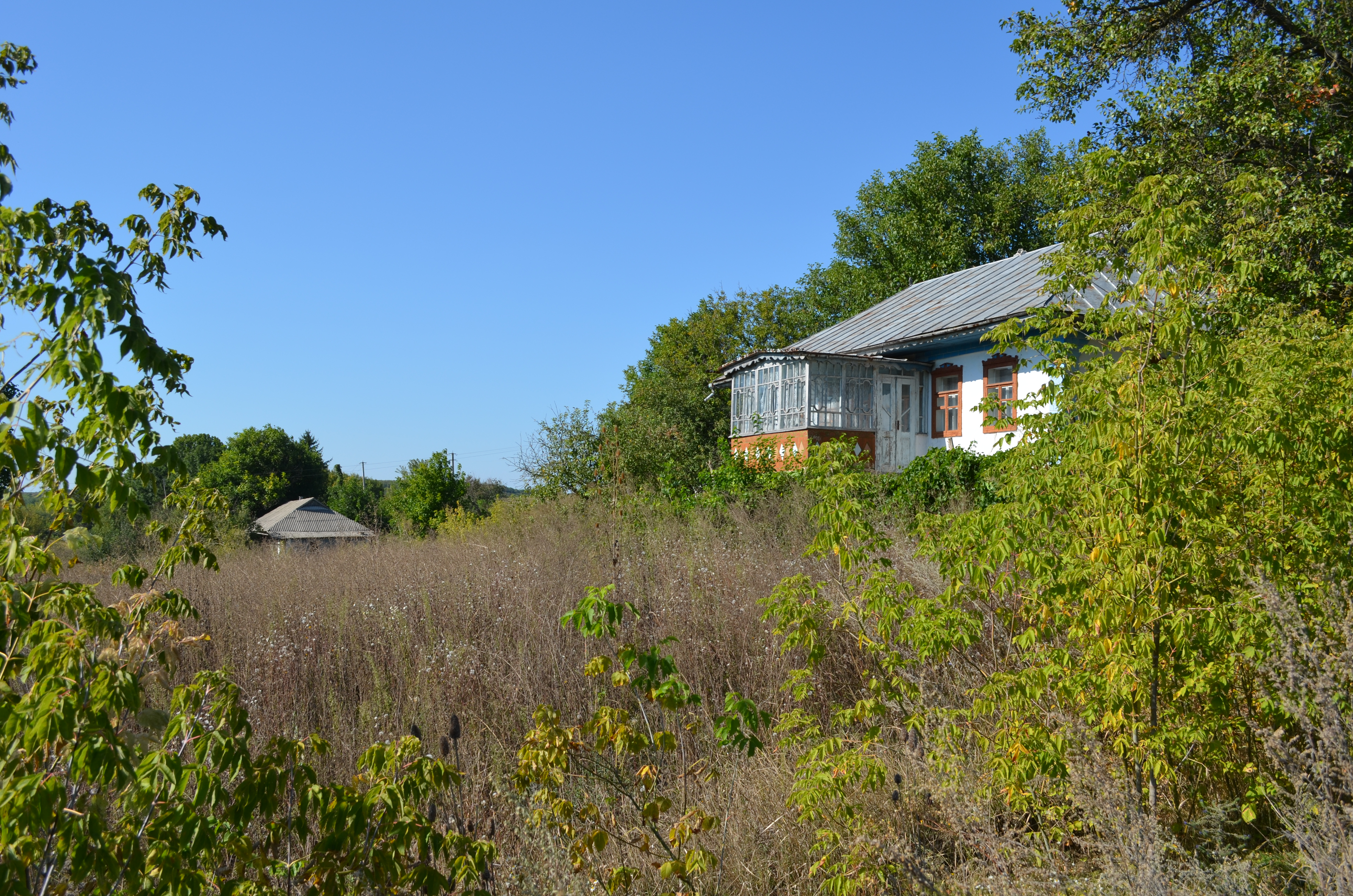
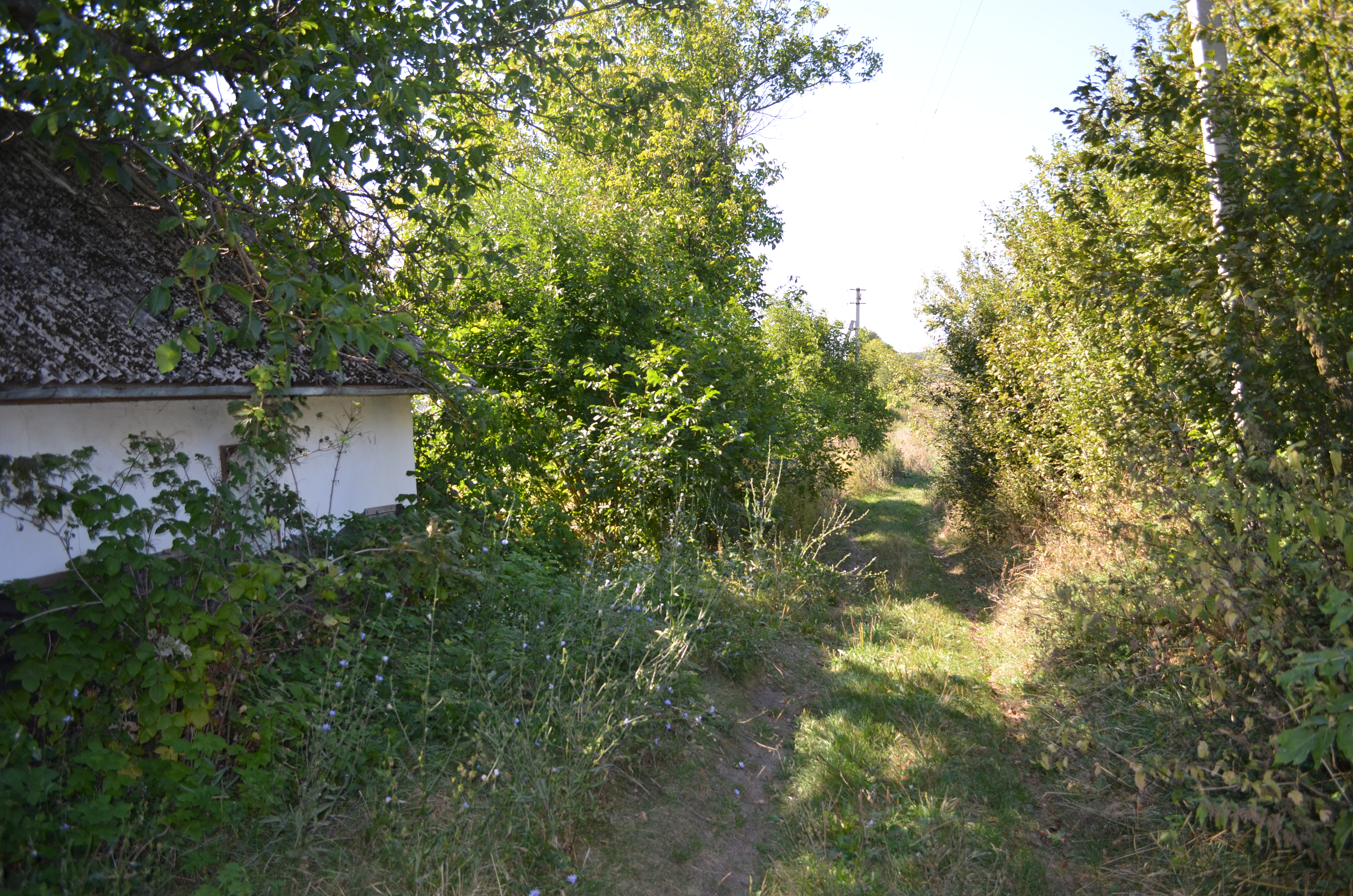
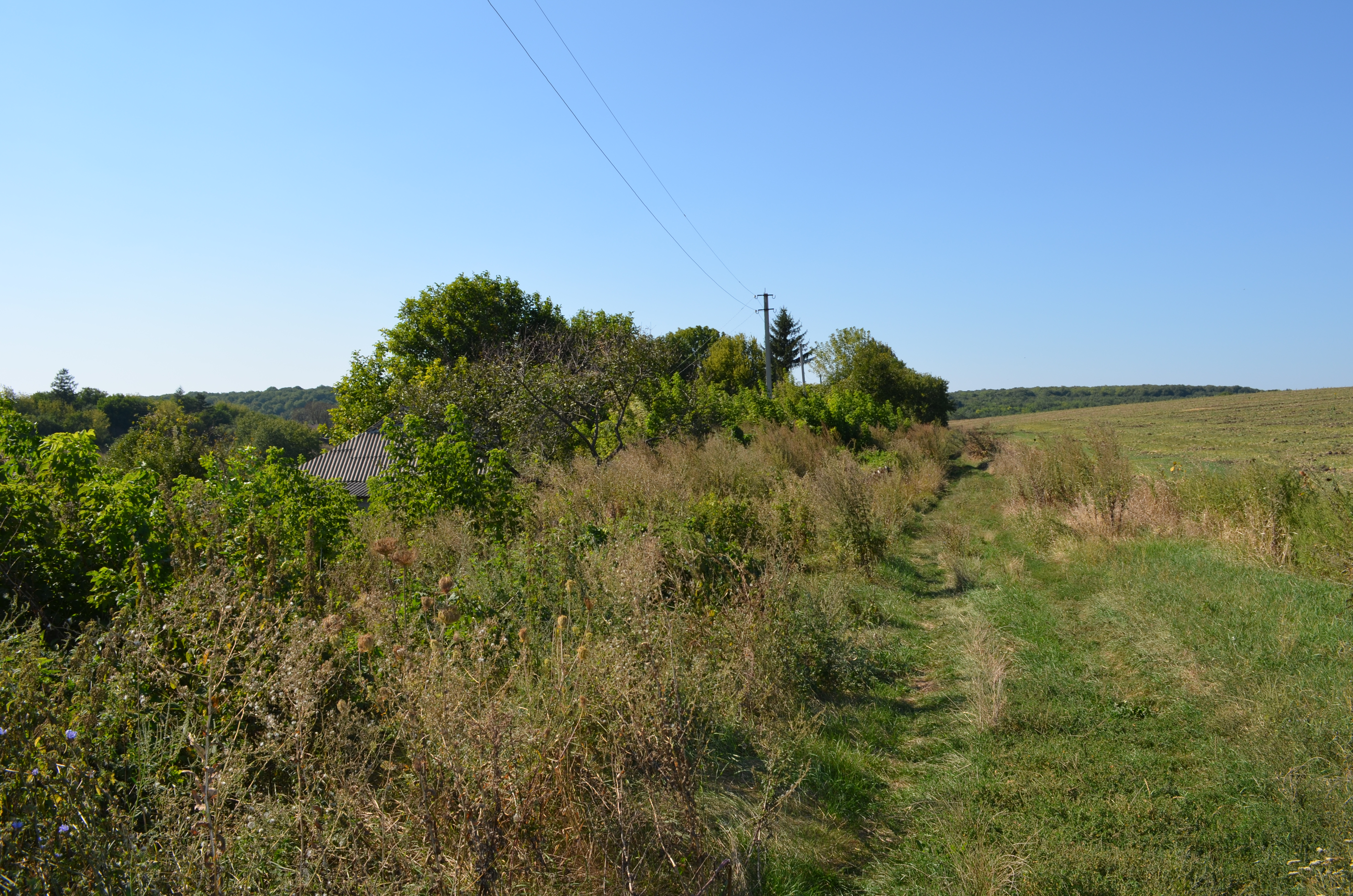
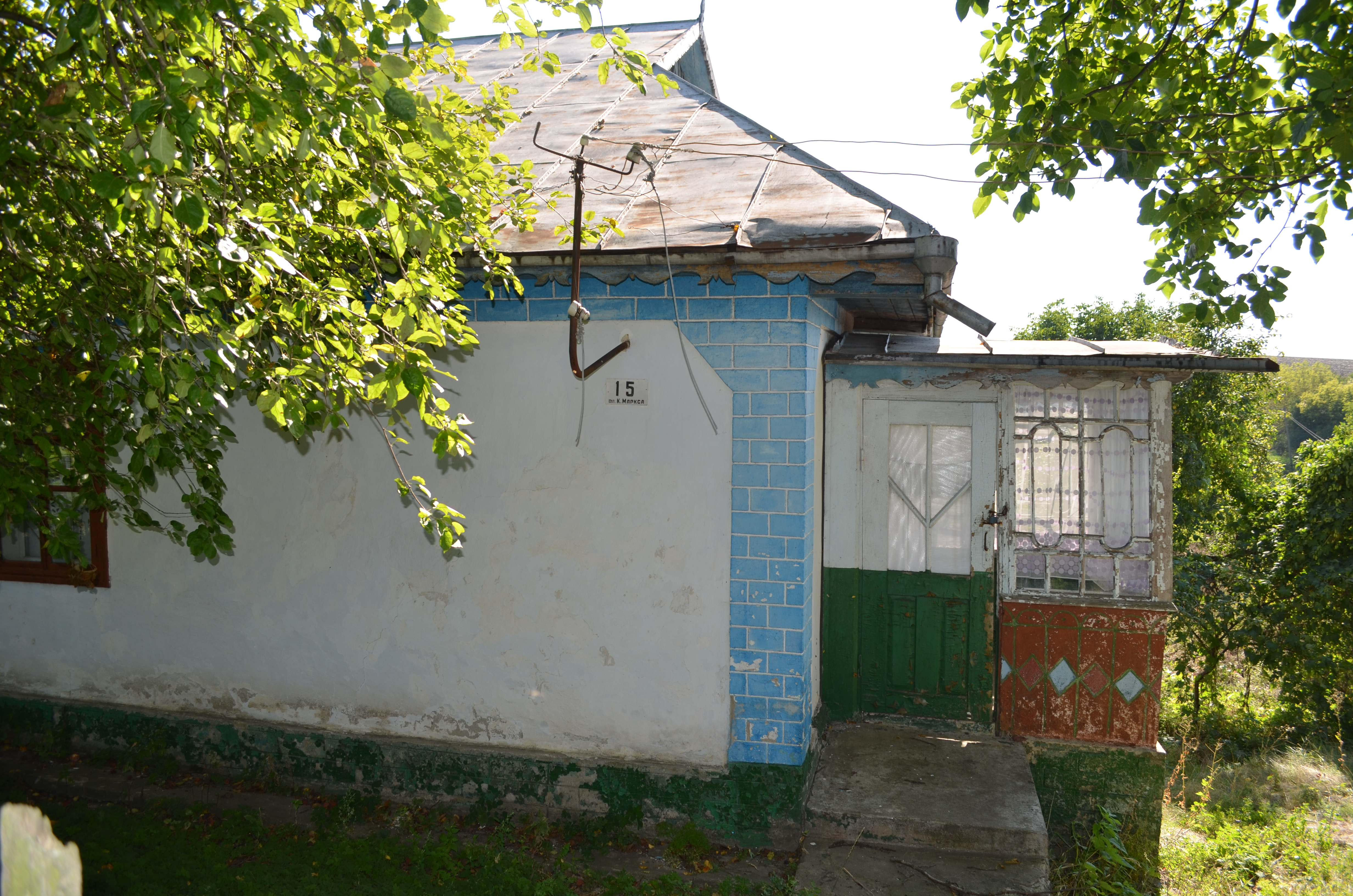